# Tichon Kałuski
Tichon Kałuski (ur. w XV w. prawdopodobnie w Kijowie – zm. w 1492 w okolicach Kaługi) – święty mnich prawosławny.
Według tradycji pochodził z Kijowa, jednak śluby monastyczne złożył najprawdopodobniej w Monasterze Czudowskim w Moskwie. Pragnął jednak prowadzić życie pustelnicze, więc opuścił klasztor i zamieszkał w odległości 17 wiorst od miasta Kaługa, nad rzeką Wiepriejką. Zbudował dla siebie pustelnię w lesie, żywił się wyłącznie owocami leśnymi i wodą. Wokół niego zgromadzili się liczni naśladowcy, lecz książę Wasilij Jarosławowicz był niechętny pustelnikowi. Według legendy osobiście zażądał od niego opuszczenia jego ziem i uderzył go. Wówczas stracił władzę w ręce, którą odzyskał dopiero wtedy, gdy mnich wybaczył mu winę. Książę, przerażony tym wydarzeniem, pozwolił zakonnikowi nadal mieszkać na dotychczasowym miejscu i obiecał mu wszelką pomoc.
Tichon, widząc wokół siebie coraz więcej uczniów, powołał do życia pustelnię pod wezwaniem Zaśnięcia Matki Bożej. Sam został pierwszym ihumenem klasztoru. Według tradycji monasteru przed swoją śmiercią w 1492 złożył śluby wielkiej schimy. W związku z tym na ikonach ukazywany jest w szatach schimnicha. 